# Angela von den Driesch
Angela von den Driesch (* 11. Juli 1934 in Dresden; † 4. Januar 2012 in München) war eine deutsche Archäozoologin, Hochschullehrerin und Sachbuchautorin.

## Leben und beruflicher Werdegang
Angela von den Driesch habilitierte sich 1972 mit der Arbeit „Osteoarchäologische Untersuchungen auf der Iberischen Halbinsel“ im Bereich Tiermedizin an der Universität München und war dort als Professorin für Paläoanatomie, Domestikationsforschung und Geschichte der Tiermedizin tätig. Von 1993 bis 2000 war sie als Nachfolgerin von Joachim Boessneck Vorständin des „Instituts für Paläoanatomie und Geschichte der Tiermedizin“.
Von den Driesch war eine international angesehene Fachfrau auf dem Gebiet der Archäozoologie. Sie begleitete in dieser Funktion archäologische Grabungen in Ägypten, im Alpenraum, in Anatolien, auf der Iberischen Halbinsel und in Tunesien. Sie forschte dabei nicht nur zur Bestimmung der zoologischen Fundkomplexe, sondern auch zur Geschichte der Tiermedizin, der Domestikation und verwandten Themenbereichen. Ihre Studien reichten von Untersuchungen steinzeitlicher Funde über Funde aus den mediterranen Hochkulturen bis zu Mittelalterstudien.
Angela von den Driesch war korrespondierendes Mitglied des Deutschen Archäologischen Instituts. Ihrem Wirken wurde die zu ihrem 65. Geburtstag herausgegebene Festschrift „Historia animalium ex ossibus. Beiträge zur Paläoanatomie, Archäologie, Ägyptologie, Ethnologie und Geschichte der Tiermedizin“ gewidmet. In München erinnert der Angela-von-den-Driesch-Weg an die Wissenschaftlerin.

## Schriften (Auswahl)
- mit Joachim Boessneck: Reste von Haus- und Jagdtieren aus der Unterstadt von Bogazköy-Hattusa. Grabungen 1958–1977, Mann, Berlin 1981 (Bogazköy Hattusa, Bd. 11) ISBN 3-7861-1260-6
- mit Joachim Boessneck: Studien an subfossilen Tierknochen aus Ägypten, Deutscher Kunstverlag, München-Berlin 1982 (Münchner ägyptologische Studien 40) ISBN 3-422-00834-9
- mit Johann Schäffer: Tierknochenfunde aus fünf frühmittelalterlichen Siedlungen Altbayerns, Kanzler, München 1983 (Documenta naturae 15)
- mit Joachim Boessneck: Knochenfunde aus Zisternen in Pergamon, Institut für Palaeoanatomie, Domestikationsforschung und Geschichte der Tiermedizin, München 1985
- mit Joachim Boessneck: Die Tierknochenfunde aus der neolithischen Siedlung von Merimde-Benisalâme am westlichen Nildelta, Institut für Palaeoanatomie, Domestikationsforschung und Geschichte der Tiermedizin, München 1985
- mit Joachim Boessneck: Studien über frühe Tierknochenfunde von der Iberischen Halbinsel, Institut für Palaeoanatomie, Domestikationsforschung und Geschichte der Tiermedizin/Deutsches Archäologisches Institut, Abteilung Madrid, München/Madrid 1985 (Studien über frühe Tierknochenfunde von der Iberischen Halbinsel 9)
- Fische im Alten Ägypten – eine osteoarchäologische Untersuchung, Kanzler, München 1986 (Documenta naturae 34)
- Geschichte der Tiermedizin. 5000 Jahre Tierheilkunde, Callwey, München 1989 ISBN 3-7667-0934-8
- (Hrsg.): 200 Jahre tierärztliche Lehre und Forschung in München, Schattauer, Stuttgart-New York 1990 ISBN 3-7945-1363-0 (2. aktualisiert Auflage 2003 mit Joris Peters, ISBN 3-7945-2169-2)